# Teuvo Aura
Pour les articles homonymes, voir Aura.
Teuvo Aura, né le 28 décembre 1912 à Sortavala dans le grand-duché de Finlande et mort le 11 janvier 1999 à Helsinki, est un homme d'État finlandais, Premier ministre de la Finlande du 14 juin au 15 août 1970 et du 29 octobre 1971 au 23 février 1972,.

## Carrière politique
Teuvo Aura a d'abord représenté le Parti progressiste national, après la dissolution duquel il devient l'une des figures de proue de la Ligue libérale. 
Teuvo Aura s'investira aussi dans le Parti libéral populaire (LKP), qui formé en 1965 par la fusion de la Ligue libérale et du Parti populaire de Finlande.
Teuvo Aura est premier ministre des gouvernements Aura I (14.5.1970–15.7.1970) et 
Aura II (29.10.1971–23.2.1972),.
Il est ministre de l'intérieur du gouvernement Sukselainen I (2.9.1957–29.11.1957), ministre du Commerce et de l'industrie des gouvernements Kekkonen I (30.9.1950–17.1.1951), Kekkonen IV (9.7.1953–17.11.1953) et Tuomioja (17.11.1953–5.5.1954),,.
Il est aussi ministre de la Justice du gouvernement Kekkonen II (17.1.1951–20.9.1951).

## Reconnaissance
- Ordre de la Rose blanche
- Ordre du Lion de Finlande
- Ordre du Faucon
- Ordre royal de l'Étoile polaire